# Деміховський машинобудівний завод
ВАТ «Де́міховський машинобудівний заво́д» — підприємство з розробки та серійного виробництва електропоїздів приміського та обласного сполучення постійного і змінного струму. Відкрите акціонерне товариство (ВАТ) «ДМЗ» випускає понад 80 % всіх електропоїздів, вироблених в РФ, і є найбільшим в Європі заводом за кількістю споруджуваних вагонів електропоїздів. Розташований в Деміхово Орєхово-Зуєвського району Московської області. З часу свого заснування у травні 1935 року профіль Деміховського машинобудівного заводу змінювався декілька разів. Це етапи діяльності в галузі хімічного машинобудування, торфової промисловості; починаючи з 1992 року основними видами продукції заводу є електропоїзди постійного струму (напругою =3000 кВ) та змінного струму (напругою ~25 кВ 50 Гц). Всього за період своєї діяльності як електровагонобудівного заводу ВАТ «ДМЗ» освоєно виробництво 17 типів поїздів, випущено понад 3000 вагонів приміських поїздів. Підприємство входить до складу «Трансмашхолдинг»у.

## Продукція
Електропоїзди постійного і змінного стуму
- ЕД1
- ЕД2Т
- ЕД4
- ЕД9
- ЕД4МКМ

## Галерея

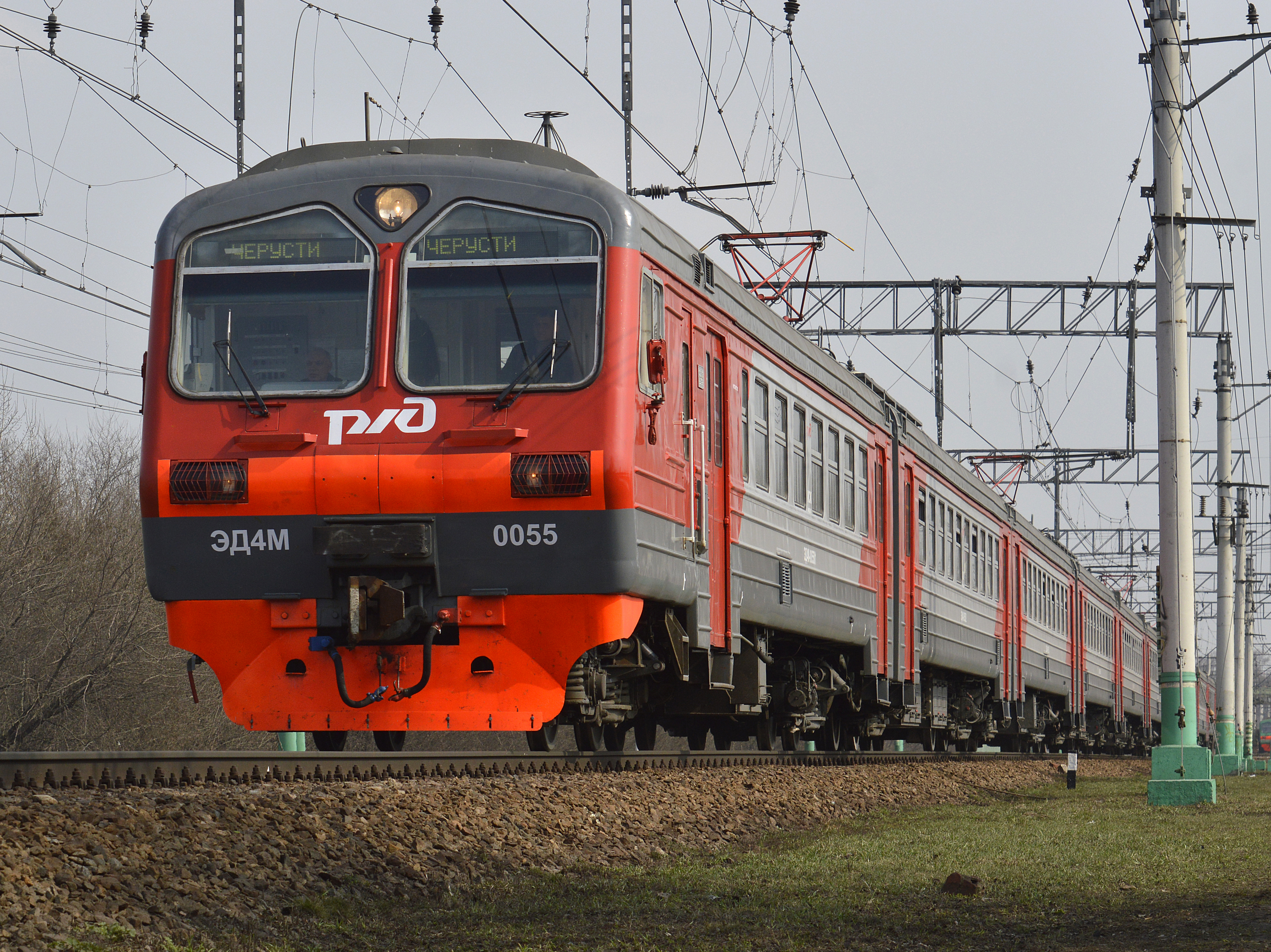
EMU trainED4-0055
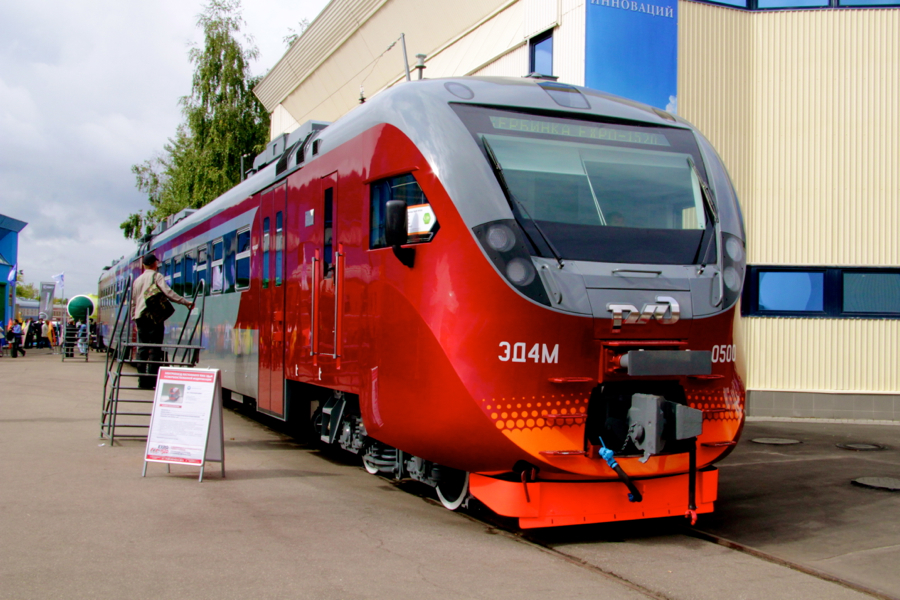
EMU train ED4M-0500
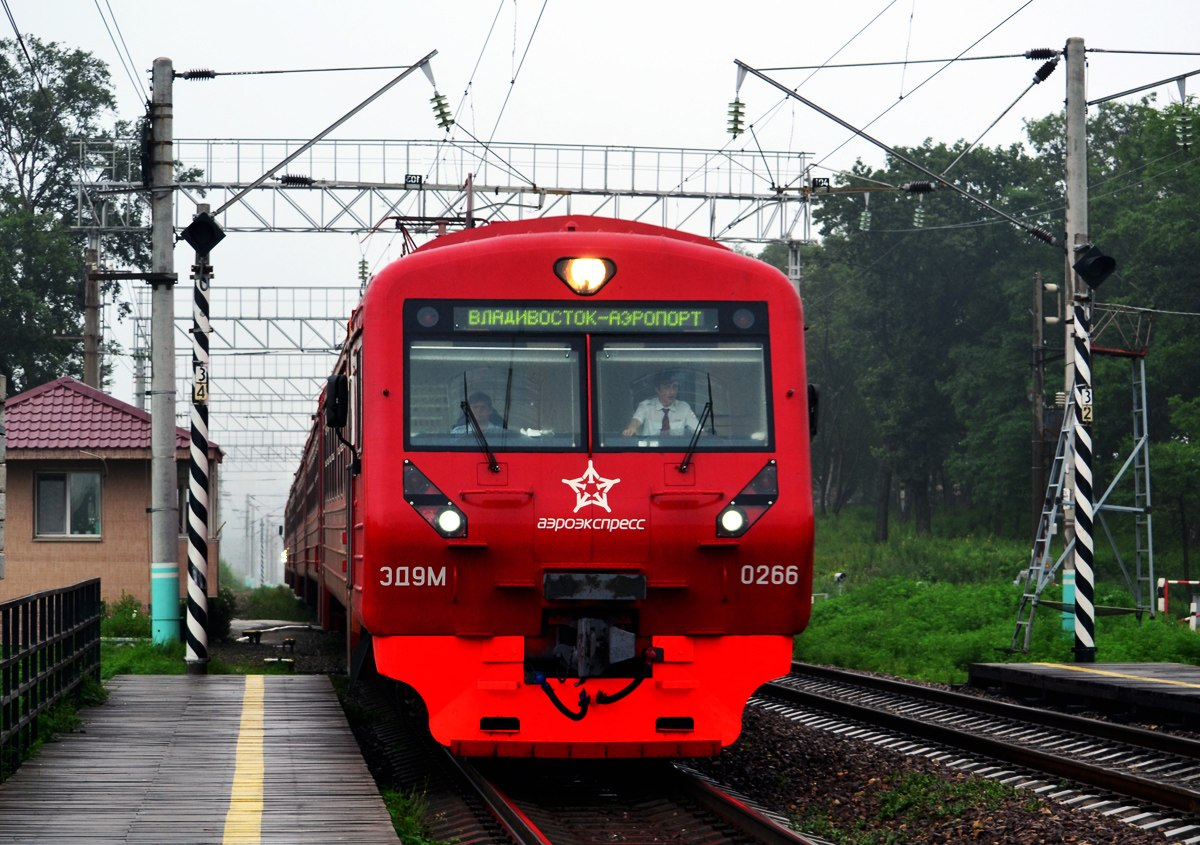
ED9M-0266 Aeroexpress
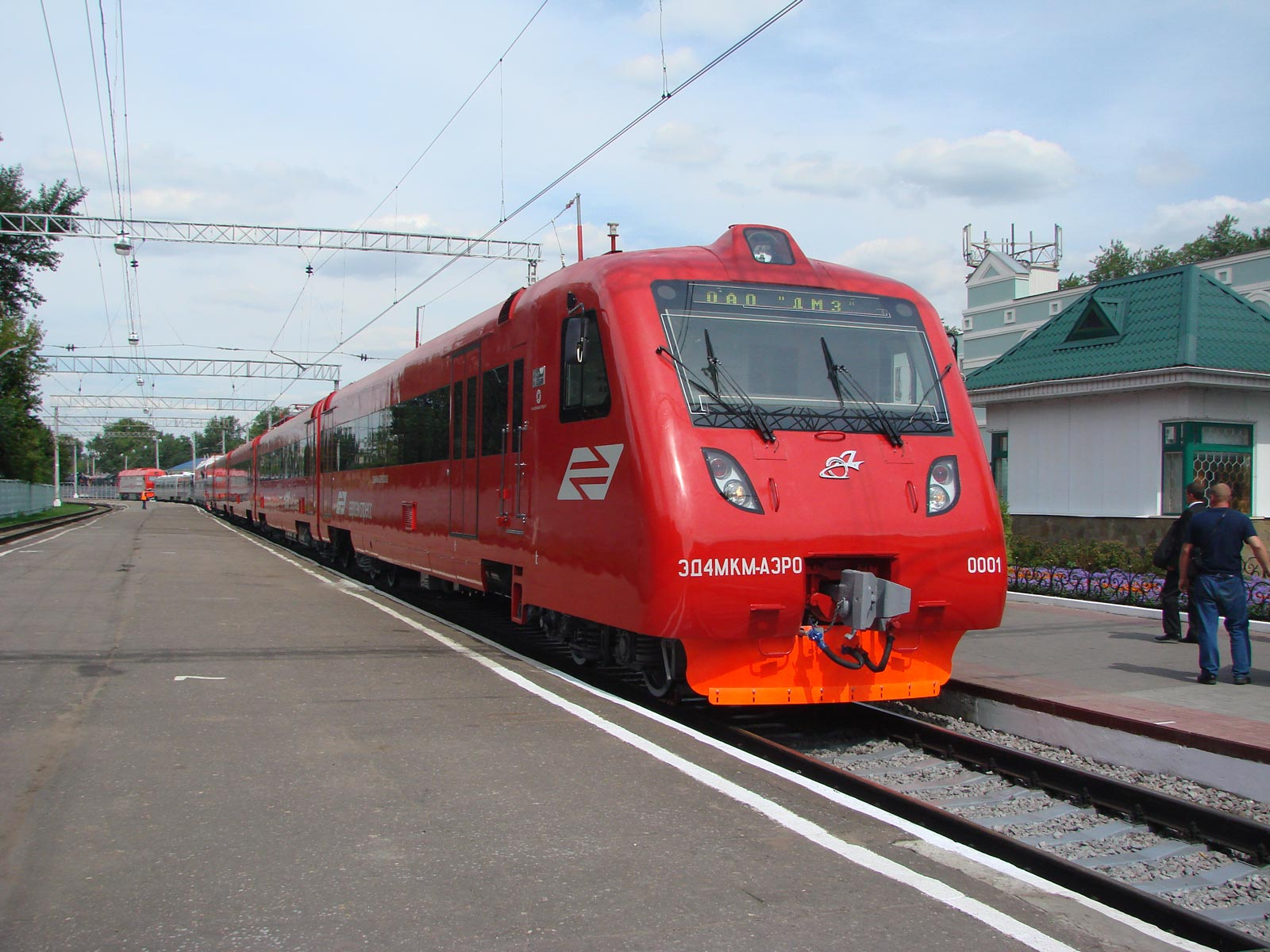
EMU train ED4MKM-AERO